# Cerro El Potro (Argentina)
El cerro El Potro está ubicado entre las provincias de La Rioja y San Juan delimitando el límite entre las mismas, además de delimitar la frontera con Chile. En esta zona el Instituto Geográfico militar argentino dejó incompleta la línea divisoria cuando realizó el último juego de mapas oficiales en 1987.
Tiene una altura de 5853 metros.
Esta cerro puede tener yacimientos de cobre y oro, lo cual provoca una disputa entre las provincias de San Juan y La Rioja por sus límites por las regalías mineras que les podría corresponder por el usufructo de esos minerales